# Senyor Barragán
Manuel Barragán o Senyor Barragán és un personatge còmic, creat per Josep Maria Rubio i Barragan, que es caracteritza per un humor absurd, picant, barroer i groller en llengua castellana, tot i que també s'ha expressat, a vegades, en català.

## Història del personatge
Fill de mare aragonesa i pare català, Josep Maria Rubio (Barcelona, 1946) començà la seva carrera professional com a decorador i publicista pels supermercats Carrefour. El personatge de Barragán va néixer a mitjans dels anys 80 i des de llavors ha estat compaginant la seva faceta artística amb la feina en una empresa de publicitat.
El Senyor Barragán és un ancià vestit amb una bata vella, una boina gastada i unes ulleres "de cul d'ampolla". Té un estil prou personal caracteritzat per frases "ganxo" com per exemple la seva salutació hola como 'tamo, personatges recurrents (el Marqués de Monpensier, la Caperucita roha) i acudits i bromes grolleres amb un contingut sexual explícit.
Al llarg de la seva carrera ha realitzat nombroses gales i espectacles en diversos mitjans: ràdio, televisió i cinema. Va començar al programa radiofònic Arús con Leche presentat per Alfons Arús i Jorge Salvador a Cadena Rato (actual Onda Cero). El personatge va néixer per un anunci dels supermercats Carrefour. A Alfons Arús li va agradar la veu i va proposar al seu autor que participés en el programa com a Barragán, un crític de cinema que trucava al programa i acabava parlant de tot menys de la pel·lícula.
Després de la participació en el programa La Casa por la Ventana, Arús li va proposar convertir a Barragán en un personatge de carn i os. Posteriorment, i després de rebutjar la proposta un parell de cops, acceptà participar en el programa No te rías que es peor, juntament amb altres còmics com Paco Aguilar, Marianico el Corto, Emilio Laguna i Pedro Reyes, entre d'altres.
Al cine destacà la seva participació en les entregues 2, 3 i 4 de la saga Torrente de Santiago Segura.
Josep Maria Rubio va mantenir en l'anonimat la seva autoria del personatge fins que el 14 de maig de 2008 es va transformar en directe al programa El Hormiguero del canal Cuatro, traient-se la caracterització i revelant la seva identitat.
Cap al 2010 va declarar haver-se retirat gairebé totalment com a publicista per dedicar-se gairebé en exclusiva a l'humor.

## Currículum
| - La casa por la ventana, TVE 2 - No te rías que es peor, TVE 1 - Sonría por favor Tele 5 - Desde Lepe con humor, TVE 1 - Força Barça, TVE 2 - La Telebasura, TVE 2 - Tot per l'audiència, Canal 9 - Vaya.com, Canal Sur - Esto es muy serio, TV Canarias | - Torrente 2: misión en Marbella - Torrente 3: el protector - Torrente 4: Lethal Crisis (Crisis Letal) - Revista El Barragán - Crític de futbol a El Periódico de Catalunya - Crític d'humor a FHM | - Arús con leche, Cadena Rato - Força Barça, Radio Club 25 - Queremos habalar, ABC punto radio - El Humor de Barragán, amb presentació d'Alfons Arús |